# Юріївка (Добровеличківська селищна громада)
Ю́ріївка (до 2025 року — Юр'ївка) — село в Україні, у Добровеличківській селищній громаді Новоукраїнського району Кіровоградської області. Розташоване за 7 кілометрів на схід від районного центру. Населення становить 571 осіб. Колишній центр Юр'ївської сільської ради.

## Географія
Селом тече Балка Бездирочна.

## Історія
У XVIII ст. на місці сучасної Юріївки знаходились три поселення козаків (Босна, Явдокимівка, Юр'ївка).
У лютому 1918 р. в селі вперше було встановлено радянську владу. Активними організаторами чого були солдат Г.Бойченко і місцеві селяни Д. Мартинцов і М. Басистий. При наступі німецько-австрійських військ, навесні 1918 року, вони були розстріляні. Вдруге за радянську владу боролись вже 1919 року проти денікінців силами Радянського Дніпровського полку. Уродженець Юр'ївки командир 5-ї роти вищеназваного полку Ф. В. Молчанов був нагороджений орденом Червоного Прапора.
Під час організованого радянською владою Голодомору 1932—1933 років померло щонайменше 275 жителів села.
У роки Німецько-радянської війни 151 житель села відправився на фронт.
05 червня 2025 року відповідно до Постанови Верховної Ради України № 4483-IX село Юр'ївка було перейменовано на село Юріївка. Постанова набула чинності 18 червня 2025 року.

## Населення
Згідно з переписом УРСР 1989 року чисельність наявного населення села становила 560 осіб, з яких 255 чоловіків та 305 жінок.
За переписом населення України 2001 року в селі мешкали 573 особи.

### Мова
Розподіл населення за рідною мовою за даними перепису 2001 року:
| Мова       | Відсоток |
| ---------- | -------- |
| українська | 96,50 %  |
| російська  | 2,10 %   |
| молдовська | 0,88 %   |
| вірменська | 0,53 %   |

## Особистості
- М. Є. Басистий (1898—1971) — адмірал, командуючий Чорноморським флотом у роки Другої світової війни.